# بسمة الخولي
بسمة خالد الخولي، كاتبة روائية ومُترجمة مصرية، متخصصة في أدب الرعب النفسي والجريمة، صدر لها رواية «لأنكم أحياء لأننا موتي» عام 2012، رواية «آتما» في عام 2014، رواية «لقاء إبليس» عام 2017، ورواية «جبانة الأعرج» عام 2019، كما أنها قامت بترجمة أدبية لعدة روايات.

## السيرة الذاتية
ولدت بسمة الخولي في مصر ودرست الصيدلة والتكنولوجيا الحيوية من جامعة طنطا، وبعض من كورسات علم النفس. هي عضو بالاتحاد العالمي للثقافة والأدب وأحد الأعضاء المؤسسين للفريق الإذاعي H.A.T.R.s Team، ومشاركة بمجلة ومضات الإلكترونية عن أدب الرعب والخيال العلمي. بدأت في الكتابة في عام 2006، وشاركت في إعداد فقرة الرعب في البرنامج الأذاعي «على القهوة» على نجوم إف إم.

## أعمال الكاتبة

### مؤلفات
| الاسم                  | دار النشر              | تاريخ النشر | عدد الصفحات | ردمك ISBN            | المصدر |
| ---------------------- | ---------------------- | ----------- | ----------- | -------------------- | ------ |
| لأنكم أحياء لأننا موتي | دار ليلي " كيان كورب " | 2012        | 219         | (ردمك 9789776634206) | [ 4 ]  |
| أتما                   | الدار دارك             | 2014        | 278         | (ردمك 9789774279225) | [ 5 ]  |
| لقاء إبليس             | الدار دارك             | 2017        | 350         | (ردمك 9789777951098) | [ 6 ]  |
| جبانة الأعرج           | Storytel Original      | 2019        | كتاب صوتي   | (ردمك 9789178915729) | [ 7 ]  |

### تراجم
| الاسم            | المؤلف الأصلي    | دار النشر              | تاريخ النشر | عدد الصفحات | ردمك ISBN            | المصدر |
| ---------------- | ---------------- | ---------------------- | ----------- | ----------- | -------------------- | ------ |
| كاهن الجان       | شيريدان لي فانو  | دارك للنشر والتوزيع    | 2019        | 176         | (ردمك 9789776634213) | [ 8 ]  |
| الغابة السوداء   | ألجيرنون بلاكوود | دارك للنشر والتوزيع    | 2019        | 131         | (ردمك 9789776634268) | [ 9 ]  |
| الرعب في أمتيفيل | جاي أنسون        | دار سما للنشر والتوزيع | 2019        | 414         | (ردمك 9789777812504) | [ 10 ] |
| قاضي الموتى      | شيريدان لي فانو  | دارك للنشر والتوزيع    | 2019        | 135         | (ردمك 9789776634305) | [ 11 ] |

## الجوائز
- مسابقة رمضان الأدبية بدار الكتب لعام 2012.[1]